# Faschingberg (Gemeinde Bad Hofgastein)
Faschingberg ist eine Streusiedlung in der Marktgemeinde Bad Hofgastein im österreichischen Bundesland Salzburg.

## Geografie
Die Streusiedlung Faschingberg gehört zur Ortschaft Gadaunern und zur Katastralgemeinde Heißingfelding. Faschingberg liegt etwas oberhalb des Flussbettes der Gasteiner Ache an den Ausläufern des Gamskarkogels. Zwischen dem Fluss und der Siedlung erstreckt sich der Gasteiner Badesee. Bei Faschingberg wachsen Steinnelken (Dianthus sylvestris) und Vielblättrige Lupinen (Lupinus polyphyllus). Bei einer Erhebung der Vogelarten des Gasteinertals in den 1980er Jahren wurde in Faschingberg die Gartengrasmücke (Sylvia borin) als Brutvogel beobachtet.

## Geschichte
Faschingberg hieß in den ältesten Urkunden Zennersberg („Zenos Berg“), Bezug nehmend auf das Kloster St. Zeno in Bad Reichenhall, das hier Besitzungen hatte. Der Name Faschingberg kommt vielleicht von einer im 15. Jahrhundert hier nachgewiesenen Familie Faschang.
Im 19. Jahrhundert war Faschingberg noch keine Streusiedlung, sondern ein Einzelhof. Bis Mitte des 19. Jahrhunderts ist hier eine einzeln wachsende mächtige Eiche bezeugt. Das unbewohnte Zulehen des Johann Meikl in Faschingberg wurde 1931 durch einen Brand zerstört. Bei einer Unwetterkatastrophe im Sommer 1933, bei der es auch zu einem schweren Hochwasser des Rastötzenbaches kam, wurden landwirtschaftliche Flächen in Faschingberg und Remsach durch Hagel verwüstet. Ein weiterer Brand vernichtete 1941 das Rauchberggut in Faschingberg. Das Feuer war durch brennende Kerzen bei der aufgebahrten Leiche der ehemaligen Besitzerin Hedwig Wallner verursacht worden. Das Stallgebäude des Obermaurachguts in Faschingberg fiel 1962 einem Brand zum Opfer.

## Kultur und Sehenswürdigkeiten
Im Ort gibt es zwei Kapellen: die von der Familie Kaponig erbaute Faschingbergkapelle und die weiter oberhalb gelegene Kapelle am Faschingberg, die 1989 errichtet wurde. Bei der Faschingbergkapelle verläuft der Gasteiner Höhenweg, ein 1934 errichteter Wanderweg, der die Ortszentren von Bad Hofgastein und Bad Gastein über die Gadaunerer Schlucht verbindet.